# Gergő Kiss (Leichtathlet)
Gergő Kiss (* 24. Juli 1995) ist ein ungarischer Leichtathlet, der sich auf den Mittelstreckenlauf spezialisiert hat.

## Sportliche Laufbahn
Erste internationale Erfahrungen sammelte Gergő Kiss im Jahr 2014, als er bei den Juniorenweltmeisterschaften in Eugene im 800-Meter-Lauf mit 1:52,73 min in der ersten Runde ausschied. Auch im Jahr darauf schied er bei den U23-Europameisterschaften in Tallinn mit 1:54,45 min im Vorlauf aus und auch 2017 kam er bei den Leichtathletik-U23-Europameisterschaften in Bydgoszcz mit 1:51,75 min nicht über die Vorrunde hinaus. 2021 startete er dann im 1500-Meter-Lauf bei den Halleneuropameisterschaften in Toruń und schied dort mit 3:47,96 min in der ersten Runde aus. Im Jahr darauf gelangte er bei den Crosslauf-Europameisterschaften 2022 in Turin mit 17:44 min auf den sechsten Platz in der Mixed-Staffel.
In den Jahren 2018 und 2022 wurde Kiss ungarischer Meister im 800-Meter-Lauf sowie 2021 in der 4-mal-400-Meter-Staffel. 

## Persönliche Bestzeiten
- 800 Meter: 1:46,78 min, 8. August 2022 in Székesfehérvár
  - 800 Meter (Halle): 1:49,15 min, 28. Januar 2017 in Wien
- 1500 Meter: 3:39,06 min, 18. Juni 2022 in Székesfehérvár
  - 1500 Meter (Halle): 3:44,41 min, 27. Februar 2021 in Belgrad